# Rhyacophila bakurianica
Rhyacophila bakurianica is een schietmot uit de familie Rhyacophilidae. De soort komt voor in het Palearctisch gebied.